# Acacia clavigera
Acacia clavigera é uma espécie de leguminosa do gênero Acacia, pertencente à família Fabaceae.